# Цикл женских турниров ITF 2009 (январь — март)
Цикл женских турниров ITF 2009 (англ. 2009 ITF Women's Circuit) — ежегодный женский тур профессиональных теннисистов, проводимый Международной федерацией тенниса.
Статья содержит результаты первой четверти года — с января по март.

## Расписание

### Легенда
| Призовой фонд |
| 100.000 USD   |
| 75.000 USD    |
| 50.000 USD    |
| 25.000 USD    |
| 10.000 USD    |

### Январь
| Дата начала | Турнир                                               | Чемпионки (Счёт финала)                       | Финалистки                               |
| ----------- | ---------------------------------------------------- | --------------------------------------------- | ---------------------------------------- |
| 12 января   | Глазго, Великобритания $10,000 — Хард(i) Турнир 2009 | Эмма Лайне 4-6 6-2 7-6(2)                     | Стефани Вонсюти                          |
| 12 января   | Глазго, Великобритания $10,000 — Хард(i) Турнир 2009 | Сандра Клеменшиц Клодин Шоль 6-3 4-6 [10-7]   | Николетта ван Эйтерт Виктория Емельянова |
| 12 января   | Бока-Ратон, США $25,000 — Грунт Турнир 2009          | Габриэла Пас 6-4 7-6(4)                       | Шэрон Фичмен                             |
| 12 января   | Бока-Ратон, США $25,000 — Грунт Турнир 2009          | Алина Жидкова Дарья Кустова 6-4 6-2           | Кимберли Куц Шэрон Фичмен                |
| 19 января   | Карст, Германия $10,000 — Ковёр(i) Турнир 2009       | Сара Гронерт 2-6 6-4 7-5                      | Ирина Кузьмина                           |
| 19 января   | Карст, Германия $10,000 — Ковёр(i) Турнир 2009       | Елена Чалова Марина Мельникова 6-3 6-2        | Юлия Бабилон Франциска Этцель            |
| 19 января   | Рексем, Великобритания $10,000 — Хард(i) Турнир 2009 | Клодин Шоль 6-1 3-6 6-4                       | Констанс Сибиль                          |
| 19 января   | Рексем, Великобритания $10,000 — Хард(i) Турнир 2009 | Мартина Бабакова Ивета Герлова 2-6 6-3 [11-9] | Даниэлла Браун Элизабет Томас            |
| 19 января   | Лутц, США $25,000 — Грунт Турнир 2009                | Шэрон Фичмен 6-4 7-6(5)                       | Лорен Альбанезе                          |
| 19 января   | Лутц, США $25,000 — Грунт Турнир 2009                | Кимберли Куц Шэрон Фичмен 6-4 7-5             | Стори Твиди-Ейтс Машона Вашингтон        |
| 26 января   | Гренобль, Франция $10,000 — Хард(i) Турнир 2009      | Наоми Броуди 6-4 6-2                          | Юлия Федосова                            |
| 26 января   | Гренобль, Франция $10,000 — Хард(i) Турнир 2009      | Юлия Федосова Виржини Пише 6-3 6-3            | Мария Кондратьева Софи Лефевр            |
| 26 января   | Хайдарабад, Индия $10,000 — Грунт Турнир 2009        | Натела Дзаламидзе 1-6 6-2 6-4                 | Анна Рапопорт                            |
| 26 января   | Хайдарабад, Индия $10,000 — Грунт Турнир 2009        | Пария Малу Пуяшри Венкатеша 6-1 6-2           | Шивика Бурман Кумари-Света Соланки       |
| 26 января   | Лагуна-Нигел, США $25,000 — Хард Турнир 2009         | Алекса Глатч 6-1 6-0                          | Шанель Схеперс                           |
| 26 января   | Лагуна-Нигел, США $25,000 — Хард Турнир 2009         | Ванесса Хенке Дарья Юрак 4-6 6-3 [10-8]       | Меган Мултон-Леви Лаура Зигемунд         |

### Февраль
| Дата начала | Турнир                                                             | Чемпионки (Счёт финала)                                               | Финалистки                                 |
| ----------- | ------------------------------------------------------------------ | --------------------------------------------------------------------- | ------------------------------------------ |
| 2 февраля   | Мальорка, Испания $10,000 — Грунт Турнир 2009                      | Элоиса-Мария Кампостисо-де Андрес 6-0 6-7(5) 6-2                      | Мартина Карегаро                           |
| 2 февраля   | Мальорка, Испания $10,000 — Грунт Турнир 2009                      | Ребека Боу-Ногейро Фатима Эль Аллами 6-4 6-1                          | Летисия Костас Морейра Лусия Сайнс-Пелегри |
| 2 февраля   | Вале-ду-Лобу, Португалия $10,000 — Хард Турнир 2009                | Никола Гойер 4-6 6-2 6-3                                              | Апполлония Мельзани                        |
| 2 февраля   | Бельфор, Франция $25,000 — Ковёр(i) Турнир 2009                    | Луция Градецкая 6-3 6-2                                               | Весна Манасиева                            |
| 2 февраля   | Бельфор, Франция $25,000 — Ковёр(i) Турнир 2009                    | Ирина Кузьмина Оксана Любцова 6-3 3-6 [10-5]                          | Юлия Федосова Виржини Пише                 |
| 2 февраля   | Берни, Австралия $25,000 — Хард Турнир 2009                        | Абигейл Спирс 6-4 6-2                                                 | Лу Цзинцзин                                |
| 2 февраля   | Берни, Австралия $25,000 — Хард Турнир 2009                        | Моника Адамчак Абигейл Спирс 6-2 6-4                                  | Сюй Ифань Чжоу Имяо                        |
| 2 февраля   | Ранчо-Мираж, США $25,000 — Хард Турнир 2009                        | Юлия Вакуленко 6-0 6-1                                                | Лорен Альбанезе                            |
| 2 февраля   | Ранчо-Мираж, США $25,000 — Хард Турнир 2009                        | Натали Грандин Кортни Нагль 6-2 7-6(6)                                | Алина Жидкова Дарья Кустова                |
| 2 февраля   | Саттон, Великобритания $25,000 — Хард(i) Турнир 2009               | Кэти О`Брайен 3-6 6-2 6-4                                             | Йоханна Конта                              |
| 2 февраля   | Саттон, Великобритания $25,000 — Хард(i) Турнир 2009               | Ракель Копс-Джонс Рената Ворачова 6-3 6-3                             | Ребекка Марино Кэти О`Брайен               |
| 9 февраля   | Албуфейра, Португалия $10,000 — Хард Турнир 2009                   | Дарина Седенкова 6-3 6-2                                              | Лиза Сабино                                |
| 9 февраля   | Албуфейра, Португалия $10,000 — Хард Турнир 2009                   | Луция Кригсманнова Дарина Седенкова 6-0 6-2                           | Джулия Гатто-Монтиконе Федерика Кверча     |
| 9 февраля   | Цзянмэнь, Китай $10,000 — Хард Турнир 2009                         | Дуань Инъин 6-2 6-4                                                   | Се Яньцзэ                                  |
| 9 февраля   | Цзянмэнь, Китай $10,000 — Хард Турнир 2009                         | Хао Цзе Гао Шаоюань 6-0 7-5                                           | Се Яньцзэ Чжан Шуай                        |
| 9 февраля   | Мальорка, Испания $10,000 — Грунт Турнир 2009                      | Тина Шиктль 5-7 6-4 7-5                                               | Лора Торп                                  |
| 9 февраля   | Мальорка, Испания $10,000 — Грунт Турнир 2009                      | Неда Козич Лора Торп 6-3 2-6 [10-3]                                   | Симона Добра Магдалена Кищинская           |
| 9 февраля   | Милдьюра, Австралия $25,000 — Трава Турнир 2009                    | Абигейл Спирс 5-7 6-3 6-2                                             | Ксения Палкина                             |
| 9 февраля   | Милдьюра, Австралия $25,000 — Трава Турнир 2009                    | Лу Цзинцзин Сунь Шэннань 7-6(2) 7-6(4)                                | Хань Синьюань Цзи Чуньмэй                  |
| 9 февраля   | Стокгольм, Швеция $25,000 — Хард(i) Турнир 2009                    | Татьяна Малек 6-3 6-2                                                 | Анико Капрош                               |
| 9 февраля   | Стокгольм, Швеция $25,000 — Хард(i) Турнир 2009                    | Виолетта Юк Эмма Лайне 3-6 7-6(5) [10-8]                              | Мелани Клаффнер Ксения Милевская           |
| 9 февраля   | Кали, Колумбия $50,000 — Грунт Турнир 2009                         | Анастасия Екимова 6-3 6-0                                             | Росана де лос Риос                         |
| 9 февраля   | Кали, Колумбия $50,000 — Грунт Турнир 2009                         | Бетина Хосами Аранча Парра Сантонха 6-3 6-1                           | Фредерика Пиедаде Анастасия Екимова        |
| 9 февраля   | Dow Corning Tennis Classic Мидленд, США $75,000 — Хард Турнир 2009 | Луция Градецкая 6-3 6-3                                               | Элени Данилиду                             |
| 9 февраля   | Dow Corning Tennis Classic Мидленд, США $75,000 — Хард Турнир 2009 | Чэнь И Рика Фудзивара 7-5 7-6(5)                                      | Мелинда Цинк Линдсей Ли-Уотерс             |
| 16 февраля  | Гуанчжоу, Китай $10,000 — Хард Турнир 2009                         | Чжоу Имяо 6-3 4-6 6-0                                                 | Лян Чэнь                                   |
| 16 февраля  | Гуанчжоу, Китай $10,000 — Хард Турнир 2009                         | Цзи Чуньмэй Лян Чэнь 6-7(7) 6-2 [10-3]                                | Хань Синьюнь Сунь Шэннань                  |
| 16 февраля  | Портиман, Португалия $10,000 — Хард Турнир 2009                    | Сандра Солер-Сола 3-6 6-2 6-3                                         | Нина Братчикова                            |
| 16 февраля  | Портиман, Португалия $10,000 — Хард Турнир 2009                    | Диана Исаева Людмила Никоян 7-6(5) 6-3                                | Ракель Пилтчер Роксана Вайсемберг          |
| 16 февраля  | Сюрпрайз, США $25,000 — Хард Турнир 2009                           | Янина Викмайер 6-7(0) 6-3 4-3 — отказ                                 | Юлия Вакуленко                             |
| 16 февраля  | Сюрпрайз, США $25,000 — Хард Турнир 2009                           | Хорхелина Краверо Екатерина Иванова 6-1 6-1                           | Аша Ролле Янина Викмайер                   |
| 25 февраля  | Биберах-на-Рисе, Германия $50,000 — Хард(i) Турнир 2009            | Каролина Шпрем 6-1 6-2                                                | Кирстен Флипкенс                           |
| 25 февраля  | Биберах-на-Рисе, Германия $50,000 — Хард(i) Турнир 2009            | Мелани Клаффнер Сандра Клеменшиц 3-6 6-4 [17-15]                      | Кристина Барруа Ивонн Мойсбургер           |
| 25 февраля  | Клирвотер, США $50,000 — Хард Турнир 2009                          | Жюли Куэн 3-6 1-1 — дисквалификация                                   | Янина Викмайер                             |
| 25 февраля  | Клирвотер, США $50,000 — Хард Турнир 2009                          | Михаэла Паштикова Луция Градецкая Без игры (дисквалификация Викмайер) | Мария Елена Камерин Янина Викмайер         |

### Март
| Дата начала | Турнир                                                          | Чемпионки (Счёт финала)                            | Финалистки                                        |
| ----------- | --------------------------------------------------------------- | -------------------------------------------------- | ------------------------------------------------- |
| 2 марта     | Бухен, Германия $10,000 — Ковёр(i) Турнир 2009                  | Корина Перкович 6-3 7-6(0)                         | Ромина Опранди                                    |
| 2 марта     | Бухен, Германия $10,000 — Ковёр(i) Турнир 2009                  | Сандра Мартинович Ромина Опранди 5-7 7-5 [10-8]    | Катерина Авдиенко Анастасия Полторацкая           |
| 2 марта     | Гиза, Египет $10,000 — Грунт Турнир 2009                        | Оксана Калашникова 6-4 4-6 6-3                     | Ева Фернандес-Брюгес                              |
| 2 марта     | Гиза, Египет $10,000 — Грунт Турнир 2009                        | Фатима Эль Аллами Оксана Калашникова 6-4 6-2       | Марлот Медденс Бибиана Схофс                      |
| 2 марта     | Лион, Франция $10,000 — Хард(i) Турнир 2009                     | Чжан Шуай 1-6 6-1 6-3                              | Клер Фёэрстен                                     |
| 2 марта     | Лион, Франция $10,000 — Хард(i) Турнир 2009                     | Лу Цзинцзин Сунь Шэннань 6-4 7-5                   | Пемра Озген Чжан Шуай                             |
| 2 марта     | Раанана, Израиль $10,000 — Хард Турнир 2009                     | Сара Гронерт 6-0 6-1                               | Давиния Лоббингер                                 |
| 2 марта     | Раанана, Израиль $10,000 — Хард Турнир 2009                     | Сара Гронерт Керен Шломо 7-5 7-5                   | Луция Коварчикова Зузана Лингова                  |
| 2 марта     | Форт-Уолтон-Бич, США $25,000 — Хард Турнир 2009                 | Габриэла Пас 1-6 6-4 7-5                           | Екатерина Деголевич                               |
| 2 марта     | Форт-Уолтон-Бич, США $25,000 — Хард Турнир 2009                 | Александра Панова Татьяна Пучек 6-2 6-2            | Екатерина Бычкова Екатерина Деголевич             |
| 2 марта     | Минск, Беларусь $25,000 — Ковёр(i) Турнир 2009                  | Дарья Кустова 6-7(3) 6-1 6-4                       | Кэти О`Брайен                                     |
| 2 марта     | Минск, Беларусь $25,000 — Ковёр(i) Турнир 2009                  | Има Богуш Дарья Кустова 6-1 4-6 [10-8]             | Виталия Дьяченко Евгения Пашкова                  |
| 2 марта     | Сидней, Австралия $25,000 — Хард Турнир 2009                    | Чжоу Имяо 6-3 6-4                                  | Юрика Сэма                                        |
| 2 марта     | Сидней, Австралия $25,000 — Хард Турнир 2009                    | Моника Адамчак Лизан де Плессис 6-1 4-6 [10-8]     | Хань Синьюнь Цзи Чуньмэй                          |
| 9 марта     | Дижон, Франция $10,000 — Хард(i) Турнир 2009                    | Виолетта Юк 6-4 7-6(2)                             | Лаура-Иоана Андрей                                |
| 9 марта     | Дижон, Франция $10,000 — Хард(i) Турнир 2009                    | Даниэлла Хармсен Ким Килсдонк 7-6(2) 6-1           | Аманда Эллиотт Виолетта Юк                        |
| 9 марта     | Гиза, Египет $10,000 — Грунт Турнир 2009                        | Галина Фокина 6-4 6-2                              | Оксана Калашникова                                |
| 9 марта     | Гиза, Египет $10,000 — Грунт Турнир 2009                        | Галина Фокина Алёна Сотникова 6-4 3-6 [10-8]       | Бибиана Схофс Сандра Заневская                    |
| 9 марта     | Лас-Пальмас-де-Гран-Канария, Испания $10,000 — Хард Турнир 2009 | Эмили Уэбли-Смит 6-0 7-6(5)                        | Елена Чалова                                      |
| 9 марта     | Лас-Пальмас-де-Гран-Канария, Испания $10,000 — Хард Турнир 2009 | Лу Цзинцзин Сунь Шэннань 6-3 7-6(1)                | Яна Бучина Тая Мохорчич                           |
| 9 марта     | Норт-Шор, Новая Зеландия $10,000 — Хард Турнир 2009             | Чжан Лин 6-1 6-0                                   | Хуан Исюань                                       |
| 9 марта     | Норт-Шор, Новая Зеландия $10,000 — Хард Турнир 2009             | Ким Со Чон Аяка Маэкава 7-5 7-6(4)                 | Элисон Бэй Рене Бинни                             |
| 9 марта     | Рим, Италия $10,000 — Грунт Турнир 2009                         | Каролина Косиньская 6-2 3-6 6-4                    | Дия Евтимова                                      |
| 9 марта     | Рим, Италия $10,000 — Грунт Турнир 2009                         | Валентина Сульпицио Клаудиа Джовине 4-6 6-0 [10-6] | Ясмина Кайтазович Лусия Сайнс-Пелегри             |
| 16 марта    | Амьен, Франция $10,000 — Грунт Турнир 2009                      | Виолетта Юк 6-3 6-4                                | Одри Берго                                        |
| 16 марта    | Амьен, Франция $10,000 — Грунт Турнир 2009                      | Ольга Брозда Магдалена Кищиньская 6-2 6-1          | Бьянка Хинку Анаис Лорендон                       |
| 16 марта    | Бат, Великобритания $10,000 — Хард Турнир 2009                  | Стефани Вонгсюти 6-2 6-4                           | Вердяна Верарди                                   |
| 16 марта    | Бат, Великобритания $10,000 — Хард Турнир 2009                  | Штефания Боффа Анна Фицпатрик 6-1 6-1              | Вероника Хвойкова Катерина Ванькова               |
| 16 марта    | Гамильтон, Новая Зеландия $10,000 — Хард Турнир 2009            | Ая-Фани Дамаянти 6-4 4-6 6-3                       | Ноппаван Летчивакан                               |
| 16 марта    | Гамильтон, Новая Зеландия $10,000 — Хард Турнир 2009            | Ким Со Чон Аяка Маэкава 7-5 6-3                    | Джесси Ромпис Варатчая Вонгтинчай                 |
| 16 марта    | Лима, Перу $10,000 — Грунт Турнир 2009                          | Мария Эмилия Салерни 6-2 6-1                       | Лусия Хара-Лосано                                 |
| 16 марта    | Лима, Перу $10,000 — Грунт Турнир 2009                          | Лусия Хара-Лосано Мария Эмилия Салерни 7-6(3) 6-3  | Карла Белтрами Татьяна Буа                        |
| 16 марта    | Рим, Италия $10,000 — Грунт Турнир 2009                         | Дарья Кустова 6-2 6-2                              | Анна Коженяк                                      |
| 16 марта    | Рим, Италия $10,000 — Грунт Турнир 2009                         | Симона Добра Каролина Косиньская 6-3 6-4           | Клаудиа Джовине Валентина Сульпицио               |
| 16 марта    | Каир, Египет $25,000 — Грунт Турнир 2009                        | Катрин Вёрле 6-2 6-4                               | Натали Виерин                                     |
| 16 марта    | Каир, Египет $25,000 — Грунт Турнир 2009                        | Анико Капрош Каталин Мароши 7-5 6-3                | Меган Мултон-Леви Лаура Зигемунд                  |
| 16 марта    | Ирапуато, Мексика $25,000 — Хард Турнир 2009                    | Шанель Схеперс 6-1 7-5                             | Наталья Рыжонкова                                 |
| 16 марта    | Ирапуато, Мексика $25,000 — Хард Турнир 2009                    | Хорхелина Краверо Вероника Спигель 6-1 6-0         | Соледад Эсперон Шанель Схеперс                    |
| 16 марта    | Реддинг, США $25,000 — Хард Турнир 2009                         | Лора Гренвилл 6-2 2-6 6-4                          | Рика Фудзивара                                    |
| 16 марта    | Реддинг, США $25,000 — Хард Турнир 2009                         | Анна Орлик Маша Зец-Пешкирич 7-6(4) 6-4            | Александра Панова Томоко Ёнэмура                  |
| 16 марта    | Тенерифе, Испания $25,000 — Хард Турнир 2009                    | Елена Бовина 6-2 6-4                               | Ребекка Марино                                    |
| 16 марта    | Тенерифе, Испания $25,000 — Хард Турнир 2009                    | Сунь Шэннань Чжан Шуай 6-1 6-2                     | Паула Фондевила-Кастро Лора Торп                  |
| 23 марта    | Гонесс, Франция $10,000 — Грунт Турнир 2009                     | Юлия Бабилон 3-6 6-3 6-4                           | Магдалена Кищиньская                              |
| 23 марта    | Гонесс, Франция $10,000 — Грунт Турнир 2009                     | Ольга Брозда Магдалена Кищиньская 6-1 6-2          | Мартина Качотти Николь Клерико                    |
| 23 марта    | Кофу, Япония $10,000 — Хард Турнир 2009                         | Мисаки Дои 7-5 6-2                                 | Эрика Сэма                                        |
| 23 марта    | Кофу, Япония $10,000 — Хард Турнир 2009                         | Сюко Аояма Акари Иноуэ 7-5 3-6 [10-8]              | Маки Арай Мики Миямура                            |
| 23 марта    | Латина, Италия $10,000 — Грунт Турнир 2009                      | Зузана Ондрашкова 7-5 6-7(3) 6-2                   | Анна Коженяк                                      |
| 23 марта    | Латина, Италия $10,000 — Грунт Турнир 2009                      | Каталин Мароши Марина Тавариш 6-2 6-0              | Екатерина Иванова Марина Шамайко                  |
| 23 марта    | Лима, Перу $10,000 — Грунт Турнир 2009                          | Бьянка Ботто 6-4 6-2                               | Валентина Конфаланери                             |
| 23 марта    | Лима, Перу $10,000 — Грунт Турнир 2009                          | Патриция Верешова Зузана Злохова 6-0 5-7 [10-5]    | Карен Эмилия Кастибланко Дуарте Ванеса Фурланетто |
| 23 марта    | Метепек, Мексика $10,000 — Хард Турнир 2009                     | Мария Иригойен 7-6(6) 6-1                          | Аранса Салют                                      |
| 23 марта    | Метепек, Мексика $10,000 — Хард Турнир 2009                     | Доминика Дьескова Катерина Крамперова 6-1 7-6(5)   | Мария-Фернанда Алвиш Дженнифер Элие               |
| 23 марта    | Веллингтон, Новая Зеландия $10,000 — Хард Турнир 2009           | Ким Со Чон 4-6 6-3 7-5                             | Чхэ Кхёнъи                                        |
| 23 марта    | Веллингтон, Новая Зеландия $10,000 — Хард Турнир 2009           | Ким Со Чон Аяка Маэкава 6-4 6-4                    | Чхэ Кхён-И Ким Хэсон                              |
| 23 марта    | Хэммонд, США $25,000 — Хард Турнир 2009                         | Кристи Ан 0-6 6-4 6-4                              | Софи Фергюсон                                     |
| 23 марта    | Хэммонд, США $25,000 — Хард Турнир 2009                         | Сурина де Бер Лилия Остерло 6-4 6-3                | Чжань Цзиньвэй Татьяна Лужанская                  |
| 23 марта    | Джерси, Великобритания $25,000 — Хард Турнир 2009               | Кэти О`Брайен 7-5 1-0 — отказ                      | Клер Фёэрстен                                     |
| 23 марта    | Джерси, Великобритания $25,000 — Хард Турнир 2009               | Мария Елена Камерин Стефани Форец 6-4 6-2          | Юлия Федосова Виржини Пише                        |
| 23 марта    | Ла Пальма, Испания $25,000 — Хард Турнир 2009                   | Анастасия Севастова 4-6 6-1 6-1                    | Кристина Кучова                                   |
| 23 марта    | Ла Пальма, Испания $25,000 — Хард Турнир 2009                   | Лу Цзинцзин Сунь Шэннань 6-2 5-7 [10-5]            | Элени Данилиду Ясмин Вёр                          |
| 23 марта    | Москва, Россия $25,000 — Хард Турнир 2009                       | Виталия Дьяченко 2-6 6-3 4-1 — отказ               | Весна Манасиева                                   |
| 23 марта    | Москва, Россия $25,000 — Хард Турнир 2009                       | Виталия Дьяченко Екатерина Деголевич 6-1 6-1       | Людмила Киченок Надежда Киченок                   |
| 30 марта    | Анталья, Турция $10,000 — Хард Турнир 2009                      | Саманта Шоэффель 6-7(8) 0-1 — отказ                | Юлия Бабилон                                      |
| 30 марта    | Анталья, Турция $10,000 — Хард Турнир 2009                      | София Квацабая Августа Цыбышева 6-4 4-6 [10-8]     | Има Богуш Мария Жаркова                           |
| 30 марта    | Лима, Перу $10,000 — Грунт Турнир 2009                          | Бьянка Ботто 6-3 7-6(3)                            | Вероника Спигель                                  |
| 30 марта    | Лима, Перу $10,000 — Грунт Турнир 2009                          | Карла Белтрами Мария Иригойен 4-6 6-3 [10-5]       | Бьянка Ботто Наталья Гитлер                       |
| 30 марта    | Пелем, США $25,000 — Грунт Турнир 2009                          | Росана де лос Риос 6-4 6-1                         | Хорхелина Краверо                                 |
| 30 марта    | Пелем, США $25,000 — Грунт Турнир 2009                          | Даниэлла Хармсен Ким Килсдонк 4-6 6-3 [10-5]       | Мари-Эв Пеллетье Фредерика Пиедаде                |
| 30 марта    | Ханты-Мансийск, Россия $50,000 — Ковёр(i) Турнир 2009           | Евгения Родина 6-3 6-2                             | Анна Лапущенкова                                  |
| 30 марта    | Ханты-Мансийск, Россия $50,000 — Ковёр(i) Турнир 2009           | Ксения Милевская Леся Цуренко 6-2 6-3              | Оксана Калашникова Валерия Савиных                |
| 30 марта    | Латина, Италия $50,000 — Грунт Турнир 2009                      | Юлия Шруфф 7-5 7-6(0)                              | Андреа Петкович                                   |
| 30 марта    | Латина, Италия $50,000 — Грунт Турнир 2009                      | Альберта Брианти Юлия Шруфф 6-1 6-4                | Марина Шамайко Эмили Стеллато                     |